# Tatort: Kein Kinderspiel
Kein Kinderspiel ist die 108. Folge der Fernsehreihe Tatort. Die vom Süddeutschen Rundfunk produzierte Folge wurde erstmals am 13. Januar 1980 im Ersten Programm der ARD ausgestrahlt. Für Kriminalhauptkommissar Eugen Lutz (Werner Schumacher) ist es der zehnte Fall. Es geht um das Verschwinden und den Tod eines zehnjährigen Mädchens aus schwierigen Familienverhältnissen.

## Handlung
Die zehnjährige Stefanie Wolf lebt mit ihrem Vater Rainer und ihrer Stiefmutter Roswitha zusammen. Das Verhältnis zwischen Roswitha und Stefanie ist schlecht, da Stefanie den Tod ihrer leiblichen Mutter nicht verwunden hat und die Stiefmutter als Eindringling in die Familie ansieht. Ihren Vater, der bestrebt ist, seine Tochter zu verwöhnen, schafft sie stets um den Finger zu wickeln und das Ehepaar gegeneinander auszuspielen. Eines Tages ist Stefanie verschwunden. Als sie dann wieder auftaucht, rutscht Rainer die Hand aus, und er schlägt seine Tochter. Kurz darauf ist Stefanie erneut verschwunden. Roswitha glaubt, dass sich Stefanie erneut nur in den Vordergrund spielen will, doch diesmal bleibt sie verschwunden. Lutz und Wagner übernehmen mangels anderer Arbeit die Ermittlungen in dem Vermisstenfall. Aufgrund des Eingreifens eines Autofahrers, der die Beschreibung von Stefanie im Radio hört, kann der Obdachlose Manfred Aulich festgenommen werden, der Stefanies Schulranzen bei sich führt. Er behauptet gegenüber Lutz und Wagner, das Mädchen nie gesehen zu haben; den Schulranzen habe er auf einer Müllkippe gefunden. Während Lutz und Wagner die Müllkippe absuchen, wird aufgrund des anonymen Anrufs einer Frau die Leiche von Stefanie an einem anderen Ort gefunden. Das Kind, das anscheinend mit einer Plastiktüte erstickt wurde, wurde nur notdürftig, ohne viel Mühe leicht verdeckt. Der Fundort der Leiche ist nicht der Tatort. Lutz überbringt die traurige Nachricht der auffällig gefassten Stiefmutter Roswitha, die die Leiche identifiziert. 
Der Hauptverdächtige Aulich hat tatsächlich außerhalb Heilbronns übernachtet, wie er es auch den Beamten gegenüber angegeben hat, und scheidet somit als Täter aus. Lutz befragt das Ehepaar Wolf. Rainer gibt an, dass Stefanie keine Geheimnisse vor ihnen gehabt habe. Lutz erfährt, dass der Müll, bei dem der Ranzen gefunden wurde, aus dem Wohnviertel um Stefanies Elternhaus stammt. Lutz befragt erneut Roswitha. Die gibt an, dass Rainer und Stefanie sich an dem Morgen nicht gesehen und getrennt das Haus verlassen haben. Sie sagt aus, nicht Stefanies leibliche Mutter zu sein und deutet an, eine dunkle Vergangenheit zu haben. Wagner ermittelt unterdessen die Müllfahrer Bagel und Fächler, die in der Gegend um Stefanies Elternhaus den Sperrmüll abholen. Die beiden Männer geben an, dass ihnen kein Schulranzen aufgefallen sei; auch hätten sie das Mädchen nie gesehen, obwohl sie das Mädchen sehr wohl von einem vorher von ihr gespielten Streich gekannt haben. Als Wagner gerade gehen will, wirft Bagel Fächler vor, Stefanie getötet zu haben; es kommt zu einer Auseinandersetzung, bei der Wagner einschreitet. Lutz und Wagner vernehmen daraufhin Fächler, der nach Angaben seines Kollegen Bagel am Tatmorgen zu spät zur Arbeit erschienen war und das Mädchen nachweislich doch gekannt hatte. Fächler wird, da er kein Alibi hat, vorläufig festgenommen. Als Lutz und Wagner Roswitha aufsuchen und ihr von ihrem Verdacht gegen Fächler erzählen, wirkt Roswitha überrascht und hält Fächler für unschuldig. Lutz befragt sie über den Streit zwischen ihr und der Stieftochter. Sie räumt die Probleme ein und nimmt ihren Mann in Schutz, der von den Schwierigkeiten nichts erzählt hatte. 
Lutz konfrontiert das Ehepaar Wolf mit einem Aufsatz von Stefanie, in dem sie zu verstehen gab, dass sie Sehnsüchte nach Geborgenheit hatte, die ihr nur ihre tote Mutter erfüllen konnte. Die Beamten erfahren kurz darauf, dass Fächlers Fingerabdrücke auf ihrem Ranzen verstreut waren; er gibt an, dass der Ranzen ihm bei der Arbeit aus einer Mülltüte vor die Füße gefallen sei, er habe darin gewühlt. Die Beweislage gegen Fächler reicht nicht aus und er wird gegen Auflagen freigelassen. Lutz sucht erneut die Wolfs auf und informiert sie über die Freilassung Fächlers. Bei dieser Gelegenheit bemerkt Lutz ein Schmerzmittel, das Roswitha einnimmt. Lutz fragt Dr. Jerg nach dem Medikament und veranlasst eine Untersuchung, die ergibt, dass Stefanie eine Überdosis dieses Medikaments im Körper hatte, das sonst nicht nachzuweisen gewesen wäre. Diese Überdosis führte zum Tod, der von einem normalen Erstickungstod nicht zu unterscheiden ist. Lutz beauftragt Wagner, Roswitha Wolfs Leben zu durchleuchten, während er sie ein weiteres Mal aufsucht und bei dieser Gelegenheit heimlich Fasern aus einer Decke in ihrem Kofferraum entnimmt. Er befragt sie nach ihrer von Wagner ermittelten Vorstrafe. Sie hatte als Krankenschwester größere Mengen Morphium unterschlagen und verkauft und hatte dafür eine Haftstrafe verbüßt. Ihr Mann wusste von der Vorstrafe, heiratete sie aber trotzdem, weil er eine Mutter für sein Kind brauchte. 
Die Analyse der von Lutz entnommenen Fasern ergibt eindeutig, dass das Kind auf der Decke im Kofferraum gelegen haben muss. Unterdessen behauptet Roswitha ihrem Mann gegenüber, dass Stefanie mit dem Aufsatz ihren Selbstmord angekündigt habe; sie habe sich selbst eine Überdosis des Schmerzmittels verabreicht, Roswitha habe sie gefunden und die Leiche weggeschafft, weil sie Angst vor seinen Vorwürfen wegen ihrer Unachtsamkeit beim Aufbewahren des Mittels gehabt habe. Am nächsten Morgen nehmen Lutz und Wagner Roswitha Wolf wegen des dringenden Tatverdachts des Mordes fest. Sie wirkt resigniert und gibt an, nichts mehr sagen zu wollen, da ihr Leben ohnehin verpfuscht sei. Lutz erhält einen Durchsuchungsbeschluss und geht in Wolfs Haus. Dort trifft er Stefanies Spielkameraden in ihrem Zimmer an, den Nachbarsjungen Olaf. Er war durch das Küchenfenster eingestiegen, um sich aus Stefanies Zimmer deren „Gift“ zu holen, um damit sein altersschwaches Meerschweinchen zu erlösen. Lutz und Olaf suchen Stefanies Zimmer ab und finden dort schließlich ein Versteck, in dem sich die von Stefanie gehorteten Pillen sowie ihr Tagebuch befinden. Lutz erfährt daraus, dass Stefanie sich mit dem Medikament vorsätzlich krank machen wollte, damit ihr Vater sich nur noch um sie kümmere und sie so ihren Vater und ihre Stiefmutter hätte entzweien können. Die Überdosis des Mädchens war nur ein Unfall. Nachdem Roswitha Stefanies Leiche gefunden und fortgebracht hatte, hatte sie Stefanies Ranzen, den sie beim Abtransport der Leiche zu Hause vergessen hatte, auf den Sperrmüll geworfen.

## Einschaltquote und Hintergrund
Bei der Erstausstrahlung konnte diese Folge 19,05 Mio. Zuschauer binden, was einem Marktanteil von 53 % entsprach. Die Folge wurde in Heilbronn gedreht.

## Kritik
Die Kritiker der Fernsehzeitschrift TV Spielfilm beurteilten diesen Tatort mit einem Daumen seitwärts und kommentierten: „Ein Spiel mit vielen Stereotypen“.